# Numeración con varillas
La numeración con varillas es el método de utilizar varillas pequeñas, que típicamente miden entre 3 y 14 cm, para cálculos en China, Japón, Corea y Vietnam. Son dispuestas horizontal o verticalmente para representar cualquier número y fracción.

## Historia
Las varillas de numeración fueron utilizadas por los antiguos Chinos durante más de dos mil años. En 1954, cerca de cuarenta varillas de numeración del periodo de los Reinos Combatientes fueron encontradas en la tumba Chǔ número 15 de Zuǒjiāgōngshān (左家公山) en Changsha, Hunan.
El uso de las varillas de numeración deben ser anterior a este. Laozi, quien probablemente vivía durante el siglo IV a. C., dijo que «un buen calculista no utiliza las varillas de numeración».
Tras la aparición del ábaco, se abandonó el uso de las varillas de contar excepto en Japón, donde de la numeración con varillas se desarrolló una notación simbólica para el álgebra.

## Uso
Las varillas de contar representan una unidad por varilla y cinco para la varilla puesta de forma perpendicular. Para evitar confusiones, se emplean formas verticales y horizontales de forma alterna. En general, se emplean varillas verticales para las posiciones de las unidades, centenas, miríadas, etc., mientras que las horizontales se emplean para las decenas, los millares, los centenares de millar, etc. Sun Tzu escribió que «uno es vertical, diez es horizontal».
Las varillas rojas representan números positivos, mientras que las negras representan números negativos. Los antiguos chinos entendían claramente el concepto de los números negativos y del cero, aunque no tenían símbolo para este y en su lugar dejaban un espacio en blanco. Los nueve capítulos del arte matemático, una obra escrita principalmente en el primer siglo de nuestra era, cita «(en la substracción) resta números del mismo signo, suma números de signo distinto, resta un número positivo del cero para formar un número negativo y resta un número negativo del cero para formar un número positivo». Posteriormente, se empleó a veces una piedra de go para representar el cero.
|            | 0 | 1 | 2 | 3 | 4 | 5 | 6 | 7 | 8 | 9 |
| ---------- | - | - | - | - | - | - | - | - | - | - |
| Vertical   |   |   |   |   |   |   |   |   |   |   |
| Horizontal |   |   |   |   |   |   |   |   |   |   |

|            | 0 | -1 | -2 | -3 | -4 | -5 | -6 | -7 | -8 | -9 |
| ---------- | - | -- | -- | -- | -- | -- | -- | -- | -- | -- |
| Vertical   |   |    |    |    |    |    |    |    |    |    |
| Horizontal |   |    |    |    |    |    |    |    |    |    |

Ejemplos:
| 231   |
| 5089  |
| -407  |
| -6720 |

## Numeración con varillas
A partir de las varillas de contar se ha formado un sistema de numeración posicional en que las cifras son agrupaciones de varillas. Los números positivos se escriben como se ha explicado antes y los negativos se escriben tachando el último dígito con una barra diagonal. La barra vertical para las formas horizontales de los números del 6 al 9 se escribe más corta para que cada carácter tenga la misma altura.
El cero queda representado por un círculo (〇). Muchos historiadores creen que fue importado de la numeración india por Gautama Siddha en el año 718, pero algunos creen que se creó a partir del carácter chino "□" empleado para llenar espacios.
En el siglo XIII, los matemáticos del período Song del sur cambiaron la forma de los numerales 4, 5 y 9 para reducir el número de trazos.  Las nuevas formas horizontales acabarían formando la numeración Suzhou. Los japoneses, sin embargo, siguieron empleando las formas tradicionales.
|            | 0 | 1 | 2 | 3 | 4 | 5 | 6 | 7 | 8 | 9 |
| ---------- | - | - | - | - | - | - | - | - | - | - |
| Vertical   |   |   |   |   |   |   |   |   |   |   |
| Horizontal |   |   |   |   |   |   |   |   |   |   |

|          | -0 | -1 | -2 | -3 | -4 | -5 | -6 | -7 | -8 | -9 |
| -------- | -- | -- | -- | -- | -- | -- | -- | -- | -- | -- |
| Vertical |    |    |    |    |    |    |    |    |    |    |

|            | 0 | 1 | 2 | 3 | 4 | 5 | 6 | 7 | 8 | 9 |
| ---------- | - | - | - | - | - | - | - | - | - | - |
| Vertical   |   |   |   |   |   |   |   |   |   |   |
| Horizontal |   |   |   |   |   |   |   |   |   |   |

Ejemplos:
|       | Tradicional | Song del sur |
| ----- | ----------- | ------------ |
| 231   |             |              |
| 5089  |             |              |
| -407  |             |              |
| -6720 |             |              |

En Japón, Seki Takakazu desarrolló una notación simbólica a partir de la numeración con varillas para su uso en el álgebra y mejoró drásticamente las matemáticas japonesas. Después de su época, se inventó un sistema de numeración posicional con caracteres numerales chinos, relegando el papel de los numerales con varillas al de los signos más y menos.
| Occidental  | Seki | Post-Seki  |
| ----------- | ---- | ---------- |
| x + y + 246 | 甲乙 | 甲乙二四六 |
| 5x - 6y     | 甲乙 | 五甲六乙   |
| 7xy         | 甲乙 | 七甲乙     |
| 8x / y      | N/D  | 乙八甲     |

## Cálculo con varillas
El método desarrollado con varillas de contar para realizar cálculos matemáticos se denominó cálculo con varillas (筹算). El cálculo con varillas se puede emplear para una amplia variedad de cálculos, tales como hallar el valor de π, hallar raíces cuadradas, cúbicas o n-ésimas, así como resolver un sistema de ecuaciones lineales. Como consecuencia, el carácter 籌 ha extendido su significado para indicar el concepto de planificar en chino. Por ejemplo, la ciencia del uso de varillas de contar 運籌學 no se refiere directamente a las varillas de contar, sino a la investigación operativa.
Antes de la introducción del cero, no había forma de diferenciar los números 10007 y 107 en su forma escrita excepto si se procuraba dejar un espacio mayor o menor entre el 1 y el 7, por lo que los numerales de varilla solo se empleaban en cálculos con varillas de contar. Una vez llegado el cero, los numerales pasaron a ser independientes, y su uso acabó sobreviviendo al de las propias varillas. Una variante de las formas horizontales de estos numerales sigue en uso en los barrios chinos de diversas partes del mundo.